# 彩虹瓦韦
彩虹瓦韦（学名：Lepisorus iridescens）为水龙骨科瓦韦属下的一个种。

## 扩展阅读
- 維基物種上的相關：彩虹瓦韦